# مالکوم (آلاباما)
مالکوم (به انگلیسی: Malcolm) شهرکی در شهرستان واشینگتن ایالت آلاباما است که مساحت آن ۶٫۱۷ کیلومترمربع است و در سرشماری سال ۲۰۱۰ میلادی، ۱۸۷ نفر جمعیت داشته و تراکم جمعیتی آن، ۳۰٫۳۱ در کیلومترمربع بوده است.